# Leon MacDonald
Leon Raymond MacDonald (Blenheim, 21 dicembre 1977) è un ex rugbista a 15 e allenatore di rugby a 15 neozelandese, già estremo del Canterbury e dei Crusaders e 56 volte internazionale per gli All Blacks; dal 2019 è l'allenatore dei Blues in Super Rugby.

## Biografia
Formatosi rugbisticamente al Marlborough Boys' College, debuttò nella prima squadra del club scolastico nel 1994.
Il suo esordio nel campionato nazionale provinciale avvenne sempre nel 1994 per la (oggi non più esistente) provincia di Marlborough, nel cui ambito si trova Blenheim; tre anni più tardi si trasferì alla provincia di Canterbury e debuttò anche in Super 12 per la franchise dei Crusaders, con cui, in undici stagioni, si aggiudicò sei titoli SANZAR; la militanza in tale squadra fu intervallata da un breve periodo in Giappone nella formazione dei Yamaha Júbilo, di Iwata.
Il suo esordio negli All Blacks è del 24 giugno 2000 a Dunedin in occasione di un test match contro la Scozia; prese parte alla Coppa del Mondo di rugby 2003 nel ruolo di tre quarti centro a causa dell'infortunio che rese indisponibile Tana Umaga, e si classificò al terzo posto, e a quella del 2007, in cui la squadra fu eliminata ai quarti di finale dalla Francia; disputò il suo cinquantaseiesimo e ultimo incontro nella stessa città d'esordio, a Dunedin, contro il Sudafrica nel corso del Tri Nations 2008.
Terminato il contratto con i Crusaders nel 2009, tornò a disputare la Top League in Giappone nelle file dei Kintetsu Liners di Osaka, ma i postumi di un infortunio alla testa lo indussero a chiudere la carriera alla fine della stagione, ad aprile 2010.

## Palmarès

### Giocatore
- Super Rugby: 6
Crusaders: 1999, 2000, 2002, 2005, 2006, 2008
- National Provincial Championship: 5
Canterbury: 1997, 2001, 2004, 2008, 2009

### Allenatore
- Super Rugby Trans-Tasman: 1
Blues: 2021